# Missionnaires eucharistiques de Nazareth
Les Missionnaires eucharistiques de Nazareth (en latin :  Congregationis Sororum Missionariarum Eucaristicarum a Nazareth) forment une congrégation religieuse féminine de droit pontifical vouée à l'adoration eucharistique. 

## Historique
Pour réparer les offenses des hommes au cœur de Jésus dans le mystère eucharistique, Manuel González García (1877 - 1940) fonde en 1910 à Huelva l'œuvre des trois Ave Maria ; laquelle connaît une grande diffusion dans toute l'Espagne.
Devenu évêque de Málaga, González García, avec l'aide de sa sœur María Antonia González García, fonde le 3 mai 1921, l'institut séculier des Missionnaires eucharistiques de Nazareth dont les membres, à partir de 1934, font seulement la promesse de persévérance sans vœux religieux.
En 1945, l'institut se transforme en société de vie apostolique et reçoit le décret de louange le 23 mai 1950 ; le 30 août 1960, la société change de nouveau de statut pour permettre à ses membres de prononcer des vœux, devenant ainsi, avec l'approbation du Saint-Siège, une congrégation religieuse de droit pontifical.  

## Activités et diffusion
Les Missionnaires eucharistiques se dédient à l'adoration eucharistique en esprit de réparation et au service de l'union réparatrice eucharistique (anciennement œuvre des trois ave maria).
Elles sont présentes en :
- Europe : Espagne, Italie, Portugal.
- Amérique : Argentine, Mexique, Pérou, Venezuela.

La maison généralice est à Madrid.
En 2017, la congrégation comptait 175 sœurs dans 27 maisons.